# Liste der Kulturdenkmale in Wankendorf
In der Liste der Kulturdenkmale in Wankendorf sind alle Kulturdenkmale der schleswig-holsteinischen Gemeinde Wankendorf (Kreis Plön) aufgelistet (Stand: 10. März 2025).

## Legende
In den Spalten befinden sich folgende Informationen:
- Objekt-ID: die Nummer des Kulturdenkmales
- Lage: die Adresse des Kulturdenkmales und die geographischen Koordinaten. Kartenansicht, um Koordinaten zu setzen. In der Kartenansicht sind Kulturdenkmale ohne Koordinaten mit einem roten Marker dargestellt und können in der Karte gesetzt werden. Kulturdenkmale ohne Bild sind mit einem blauen Marker gekennzeichnet, Kulturdenkmale mit Bild mit einem grünen Marker.
- Offizielle Bezeichnung: Bezeichnung des Kulturdenkmales
- Beschreibung: die Beschreibung des Kulturdenkmales
- Bild: ein Bild des Kulturdenkmales

## Bauliche Anlagen
| Objekt-ID      | Lage                                           | Offizielle Bezeichnung       | Beschreibung | Bild                             |
| -------------- | ---------------------------------------------- | ---------------------------- | --- | -------------------------------- |
| 39375          | Bahnhofstraße 54 (54° 6′ 34″ N, 10° 11′ 53″ O) | sog. Villa Blunck            | sog. Villa Blunck; 1870er Jahre, Bauherr Kommerzienrat Blunck; zweigeschossiges villenartiges Wohnhaus aus roten und gelben Backsteinen mit verschiedenen Risaliten und Anbauten sowie einem flachgeneigten, schiefergedeckten Walmdach, über den Risaliten Satteldächer - Begründung: geschichtlich, städtebaulich - Schutzumfang: gesamtes Objekt - Denkmaltyp: Bauliche Anlage                      | BW                               |
| 5583 Wikidata  | Bahnhofstraße 60 (54° 6′ 32″ N, 10° 11′ 52″ O) | ehem. Bahnhof                | Bahnhof Wankendorf; 1860er Jahre; langgestreckter unsymmetrischer Putzbau mit flachen Satteldächern, zweigeschossiger giebelständiger Kernbau mit drei Achsen, seitlich ein fünf- sowie ein zweiachsiger eingeschossiger Anbau, alle mit schlichtem spätklassizistischem Putzdekor - Begründung: geschichtlich, städtebaulich, technisch - Schutzumfang: gesamtes Objekt - Denkmaltyp: Bauliche Anlage | Fotos hochladen                  |
| 5585           | Bansrader Weg 1 (54° 7′ 10″ N, 10° 11′ 56″ O)  | Wohn- und Wirtschaftsgebäude | Wohn- und Wirtschaftsgebäude; 1902, Bauherr Ludwig Tietgen; zweigeschossiger traufständiger Backsteinbau auf T-förmigem Grundriss mit flachgeneigtem Satteldach und repräsentativer Eingangsvorhalle - Begründung: geschichtlich, städtebaulich, Kulturlandschaft prägend - Schutzumfang: gesamtes Objekt - Denkmaltyp: Bauliche Anlage                                                                | BW                               |
| 5582 Wikidata  | Kirchtor (54° 7′ 7″ N, 10° 12′ 37″ O)          | Kirche                       | Alteintragung (Aktualisierung vorgesehen) - Begründung: geschichtlich, künstlerisch, städtebaulich - Schutzumfang: gesamtes Objekt - Denkmaltyp: Bauliche Anlage | weitere Fotos \| Fotos hochladen |
| 10893 Wikidata | Kirchtor (54° 7′ 5″ N, 10° 12′ 46″ O)          | Mausoleum von Donner         | Alteintragung (Aktualisierung vorgesehen) - Begründung: geschichtlich, künstlerisch, Kulturlandschaft prägend - Schutzumfang: Alteintragung (Aktualisierung vorgesehen) - Denkmaltyp: Bauliche Anlage | Fotos hochladen                  |

## Gründenkmale
| Objekt-ID      | Lage                                  | Offizielle Bezeichnung | Beschreibung | Bild |
| -------------- | ------------------------------------- | ---------------------- | --- | ---- |
| 10901 Wikidata | Kirchtor (54° 7′ 6″ N, 10° 12′ 41″ O) | Friedhofsallee         | Alteintragung (Aktualisierung vorgesehen) - Begründung: geschichtlich, Kulturlandschaft prägend - Schutzumfang: gesamtes Objekt - Denkmaltyp: Gründenkmal | BW   |

## Quelle
- Liste der Kulturdenkmale in Schleswig-Holstein – Kreis Plön (PDF)

- Karte mit allen Koordinaten:
- OSM |
- WikiMap